# 李正光
李正光（1961年5月1日—2002年5月10日），男，中国辽宁省西丰县人，黑龙江省“乔四”犯罪集团的成员，人称“一号杀手”。

## 生平
1990年“乔四”犯罪集团覆灭后的1990年12月，李正光因涉嫌伤害被黑龙江警方通缉。后，李在北京另起炉灶，以“黑吃黑”闻名于京城。他与郑相浩为首的朝鲜族恶势力群体勾结，为控制北京市朝阳区朝鲜族人经营的餐馆和娱乐场所，犯下种种罪行。李正光黑社会团伙被控犯下13起罪案，触犯37项条款，有故意杀人、故意伤害、抢劫绑架、寻衅滋事、敲诈勒索等10项重罪，造成6人死亡。2001年1月被北京警方抓获，公安部门对其作案手段、反侦察意识等感到吃惊。
2001年11月1日，李正光、郑相浩、陈洪光、朱庆华四人做为团伙主犯，数罪并罚，被北京市第二中级人民法院判处死刑、剥夺政治权利终身。2002年5月10日，李正光四人被北京二院处决。